# 足利泰氏
足利 泰氏（あしかが やすうじ）は、鎌倉時代前期の鎌倉幕府の御家人。足利宗家4代当主。室町幕府初代征夷大将軍足利尊氏の高祖父。官位は、正五位下、丹後守、尾張守、宮内少輔、右馬助、左衛門佐。

## 略歴
足利義氏の嫡男。母は北条泰時の娘（『尊卑分脈』）。
元服に際して、外祖父もしくは伯父にあたる、鎌倉幕府第3代執権の北条泰時から偏諱を賜わり、泰氏と名乗った。
嘉禎2年（1236年）丹後守、嘉禎3年（1237年）に宮内少輔になり、鎌倉幕府4代将軍藤原頼経に近仕した。宝治合戦の直前、宝治元年（1247年）3月2日に、時頼の姉妹である泰氏の正室が死去。宮騒動、宝治合戦に続く執権・北条時頼による得宗専制体制強化の過程で、有力御家人の勢力が削がれていく中でも、父の義氏は幕府宿老として重んじられていたが、建長3年（1251年）12月2日、泰氏は36歳で無断出家した。幕府の許可無く出家したことを咎められ、所領である下総国埴生荘を没収されて足利の本領に閉居した。以降、政治の舞台に出ることはなくなったとされる。泰氏の出家の翌年3月には5代将軍藤原頼嗣が京へ強制送還されていることから、何らかの関連性があったとする推測もあるが、無断出家をした原因は不明である。なお義氏は、泰氏出家後も地位や所領を保ち、頼氏には義氏の所領が相続されている。
家内にあっては、はじめ名越流北条氏の北条朝時の娘を正室に迎え、斯波家氏、渋川義顕を儲けるが、後に得宗家の北条時氏の娘と婚姻することになり、これを正室として足利頼氏を儲けた。得宗家との婚姻により、朝時の娘は側室に移され、後継者と目されていた家氏は廃嫡、尾張足利家として後の斯波氏の祖となり、足利宗家嫡男も正室の子である頼氏となった。このような経緯もあり、足利一門の中でも斯波氏と渋川氏は格別の家格を誇ることとなる。六男の基氏は下野の足利荘のうち加古郷を分領され加古氏の祖となった。さらに後には桜井判官代俊光の娘との間に、一色公深を儲ける。公深は桜井判官代俊光より三河国幡豆郡吉良荘の地頭の身分を譲り受け、吉良荘一色郷（愛知県西尾市一色町）に住み、足利家の四職のひとつの家となる一色氏の祖となる。
文永2年（1265年）に智光寺を建立した。室町幕府を開府する前の足利氏の勢力は、父・義氏と泰氏の頃が最大だった。
泰氏が足利氏の氏寺・鑁阿寺（足利市）の南大門に足利一党の武者500騎を勢揃いさせた故事に因んだ節分鎧年越という行事があり、1915年（大正4年）に地元の繊維業者の有志によって武者行列として復活した。

## 子女
泰氏は数多くの子女を儲け、その多くが後の有力な足利一門の祖となる。
- 斯波家氏 …… 初め三郎、のち太郎。管領・斯波氏、奥州探題・大崎氏、羽州探題・最上氏、石橋氏の祖
- 渋川兼氏（のち義顕） …… 次郎。九州探題・渋川氏、板倉氏の祖。
- 足利頼氏 …… 三郎。家督を継いで足利氏第5代当主。
- 覚玄 ………… 伊豆走湯山密厳院4代別当。
- 直翁智侃 …… 東福寺10世。
- 相義 ………… 宰相坊阿闍梨。薬師寺別当。
- 石塔頼茂 …… 四郎。石塔氏の祖。※相義（義氏の兄）の子とも。
- 加古基氏 …… 六郎。加古氏の祖。
- 一色公深 …… 七郎。初代・2代九州探題・四職・一色氏の祖
- 上野義弁 …… 上野氏の祖。
- 覚海 ………… 伊豆走湯山密厳院5代別当。
- 小俣賢宝 …… 小俣氏の祖。
- 賢弁 ………… 山崎法印。
- 麻植氏継…………麻植氏の祖と伝わる。
- 女子 ………… 北条業時室
- 女子 ………… 吉良満氏室

## 泰氏の出家について
泰氏の出家の後、建長3年（1251年）12月26日、了行（九条大御堂住持）、矢作常氏、長久連が、謀反を企てたとして逮捕された（「了行事件」「建長の政変」）。幕府は、了行らの背後に九条家がいるとして、朝廷により九条家は処罰された。
細川重男は、泰氏の出家は、この事件と偶然時期が重なっただけの可能性はあるとしながらも、長氏が鎌倉時代末期に足利家の家臣であることを示す史料があり、これを久連まで遡及することができると指摘。了行らから謀反の誘いを受けていたとすれば、計画の失敗を予想して、類が及ぶのを避けるため、急ぎ出家したのではないかとしている。

## 家臣
- 上杉重房
- 大河内氏

## 関連作品

### テレビドラマ
- 2001年　『北条時宗』 - 演：西岡徳馬